# IMacros
iMacros是一个基于浏览器的应用程序，用于宏录制、编辑和回放，以实现Web自动化和测试。 它是作为Mozilla Firefox、Google Chrome和Internet Explorer Web 浏览器的独立应用程序和扩展功能。 由iOpus/Ipswitch开发，它添加了类似于Web测试和表单填充软件中的记录和重播功能。  可以通过JavaScript组合和控制宏。 软件中包含演示宏和JavaScript範例代码。 在iMacros浏览器扩展的更高版本中，严格运行基于JavaScript的宏已被删除。 然而，用户可以使用替代浏览器，例如基于旧版本Mozilla Firefox的Pale Moon ，通过Moon Tester Tool使用JavaScript文件进行基于Web的自动化测试 。